# Nikkei Asia
Nikkei Asia, zwischen 2013 und 2020 unter dem Namen Nikkei Asian Review veröffentlicht, ist ein englischsprachiges, wöchentlich erscheinendes Nachrichtenmagazin mit Sitz in Tokio. Die Redaktion berichtet überwiegend über wirtschaftliche, politische und geopolitische Entwicklungen im asiatisch-pazifischen Raum, bezieht jedoch auch globale Themen in ihre Berichterstattung ein. Die Erstausgabe erschien im November 2013.

## Eigentümerstruktur
Nikkei Asia wird von der japanischen Mediengruppe Nikkei, Inc. herausgegeben, dem größten Wirtschaftsnachrichten-Verlag Japans und Herausgeber der führenden japanischsprachigen Wirtschaftszeitung The Nikkei. Im Juli 2015 erwarb Nikkei, Inc. die in London ansässige Financial Times von Pearson PLC für 844 Millionen Pfund Sterling.
Seitdem bestehen enge redaktionelle Kooperationen zwischen Nikkei Asia und der Financial Times, darunter gemeinsame Recherchen, Artikel-Syndizierungen und Austauschprogramme für Journalistinnen und Journalisten, um internationale Standards im Wirtschafts- und Politikjournalismus zu fördern.

## Geschichte
Das Magazin wurde im November 2013 unter dem Namen Nikkei Asian Review gegründet, um dem steigenden internationalen Interesse an den asiatischen Volkswirtschaften gerecht zu werden und fundierte Analysen zu Wirtschafts- und Politikthemen in der Region anzubieten.
Im September 2020 erfolgte die Umbenennung in Nikkei Asia, um die verstärkte digitale Ausrichtung und den erweiterten Fokus auf ein globales Publikum zu betonen. Damit verfolgt die Redaktion das Ziel, als maßgebliche Stimme zu geopolitischen und wirtschaftlichen Entwicklungen Asiens wahrgenommen zu werden.

## Leserschaft und Reichweite
Nikkei Asia richtet sich an ein internationales Publikum, darunter Investoren, Führungskräfte, politische Entscheidungsträger und Wissenschaftler mit Schwerpunkt Asien. Die Leserschaft ist insbesondere in Japan, Singapur, Indien, Hongkong und den Vereinigten Staaten stark vertreten.
Das Magazin ist über institutionelle Abonnements an führenden Hochschulen zugänglich, darunter die Harvard Business School, INSEAD und die Universität Tokio.
Nikkei Asia beschreibt sich selbst als „voice of the Asian century“ („Stimme des asiatischen Jahrhunderts“).